# Schlacht am Himeras
Die Schlacht am Himeras fand im Juni 310 v. Chr. am südlichen Himeras (heute Imera Meridionale oder Fiume Salso) auf Sizilien zwischen den Karthagern und der Armee des Agathokles von Syrakus statt und endete mit einem karthagischen Sieg.

## Vorgeschichte
Agathokles als leitender Politiker und alleiniger Feldherr mit unbeschränkter Vollmacht (strategós autókrator) von Syrakus hatte 314/313 mit einer gegen Syrakus gerichteten Allianz von Griechenstädten Frieden geschlossen. In dieser Allianz war Akragas (Agrigent) die treibende Kraft. Den Frieden hatte der karthagische Befehlshaber Hamilkar vermittelt. Die Karthager beherrschten damals den Westen Siziliens und wollten verhindern, dass Syrakus durch militärische Erfolge gegen die anderen Griechenstädte so mächtig wurde, dass es das karthagische Gebiet bedrohen konnte. Wegen des für Agathokles vorteilhaften Friedens wurde Hamilkar in Karthago kritisiert und seines Amtes enthoben. Agathokles setzte seine Expansionspolitik fort, wobei er sich auf eine Vertragsklausel berufen konnte, welche ihm die Hegemonie über die autonomen griechischen Städte auf Sizilien außerhalb des karthagischen Herrschaftsbereichs zubilligte. Die Karthager sahen sich angesichts dieser Bedrohung zum Eingreifen gezwungen, womit sie auf einen Hilferuf der griechischen Gegner des Agathokles reagierten. Als Agathokles Agrigent angriff, wurde er im Jahr 311 von einer karthagischen Flotte zum Abzug gezwungen. Die Karthager bauten eine Festung auf dem strategisch wichtigen Hügel Eknomon am rechten Ufer des südlichen Himeras in der Nähe der Mündung (heute Colle Sant’Angelo oberhalb von Licata). Agathokles zog mit seinem ganzen Heer dorthin, doch riskierten die Karthager keine Feldschlacht, und die Syrakuser wagten keinen Sturmangriff auf die befestigte Stellung.
Im Jahr 310 traf eine neue karthagische Flotte ein. Der karthagische Feldherr war Hamilkar, Sohn des Gisgo. Er ist nicht zu verwechseln mit dem vorherigen gleichnamigen Befehlshaber, der den Frieden vermittelt hatte.

## Verlauf
Hamilkar verfügte über eine Streitmacht von etwa 40 000 Fußsoldaten und fast 5000 Berittenen. Einen großen Teil davon bildeten die griechischen Gegner des Agathokles unter Führung des Deinokrates. Die Syrakuser waren zahlenmäßig deutlich unterlegen.
Agathokles hatte kurz zuvor die Stadt Gela in seinen Besitz gebracht und unter seinen dortigen Gegnern ein Massaker angerichtet. Er schlug auf dem linken Ufer des Himeras, gegenüber von Eknomon, sein Lager auf. Das karthagische Heer lagerte auf der anderen Seite des Flusses. Lange wagte keine der beiden Seiten, den Fluss zum Angriff zu überqueren, doch schickten beide Parteien Streifscharen zum Plündern aus. Schließlich gelang es Agathokles, eine feindliche Streifschar in eine Falle zu locken und viele Soldaten zu töten. Als die überlebenden Karthager zu ihrem Lager flüchteten, begann er mit seinem gesamten Heer den Hauptangriff auf den überraschten Gegner. Es gelang den Griechen, ins Lager einzudringen und die Karthager in eine gefährliche Lage zu bringen.
Erst jetzt setzte Hamilkar seine 1000 von den Balearischen Inseln stammenden Steinschleuderer ein, denen Agathokles nichts Gleichwertiges entgegenzusetzen hatte. Sie vertrieben die Syrakuser aus dem Lager, und der Kampf verlief einige Zeit unentschieden. Als den Karthagern erneut die Erstürmung ihres Lagers drohte, brachte ihnen eine unerwartet aus Libyen eintreffende Verstärkung die Rettung. Die Syrakuser wurden umzingelt und ergriffen die Flucht in Richtung des Flusses. Dabei wurden sie von der feindlichen Reiterei verfolgt. Damit war die Schlacht entschieden. Die Syrakuser sollen 7000 Mann verloren haben, während auf der gegnerischen Seite nur etwa 500 Mann fielen.

## Folgen
Nach der Schlacht sammelte Agathokles die Reste seines Heeres, steckte sein Lager in Brand und kehrte nach Gela zurück. Nach dieser Niederlage verlor er viele seiner griechischen Verbündeten, die zum Sieger überliefen; fast ganz Sizilien fiel in Hamilkars Hand. Agathokles musste sich nach Syrakus zurückziehen und dort belagern lassen. In dieser verzweifelten Lage fasste er den Plan zu seiner berühmten Entlastungsoffensive, dem Afrikafeldzug.

## Quelle
Der Verlauf der Schlacht wird von Diodor erzählt.